# Гулам, Надя
Надя Гулам Дастгир (род. 4 июня 1985, Кабул, ДРА) — афганка, которая провела десять лет, выдавая себя за своего умершего брата, чтобы избежать дискриминации в отношении женщин со стороны талибов. Её книга о собственном опыте, написанная совместно с Аньес Ротгер и опубликованная в 2010 году, El secret del meu turbant («Тайна моего тюрбана») получила премию Пруденси Бертрана за художественную литературу.

## Жизнь и публикации
В 1993 году часть дома семьи Гулам была разрушена бомбой. В общей сложности она провела два года в разных больницах, чтобы залечить травмы, полученные во время взрыва. Талибан взял под свой контроль Кабул, когда Наде было 11 лет, и она вместе с матерью приняла решение маскироваться под мальчика (взяв себе личность своего брата Зельмая, погибшего от бомбы), чтобы она могла спокойно выходить из дома и работать, чтобы содержать свою семью — её отец страдал от психического расстройства и не мог играть эту роль. В роли мальчика она изучала Коран и стала помощником в мечети, в 16 лет ей разрешили возобновить учёбу.
С началом новой войны в Афганистане в начале XXI века история Гулам стала известна и легла в основу фильма 2003 года «Усама». В 2006 году Associació per als Drets Humans a l’Afganistan (Ассоциация за права человека в Афганистане), международная неправительственная организация в Кабуле, помогла ей переехать в испанскую Каталонию, где ей сделали лицевую реконструктивную операцию.
В 2010 году вместе с Агнес Ротгер Надя опубликовала книгу El secret del meu turbant («Тайна моего тюрбана»), получившую премию Пруденси Бертрана за художественную литературу. В 2014 году вместе с Хоан Солер и Амиго она опубликовала Contes que em van curar («Сказки, которые меня исцелили»), получившую награду Mención Especial Mare Terra, а в 2016 году вместе с Хавьером Дьегесом — La Primera estrella de la noche («Первая звезда в ночи»). В 2016 году она получила степень бакалавра в области социального образования, а в 2019 году — степень магистра в области международного развития. Она также появляется в драматизированном документальном фильме «Надя», снятом по мотивам её истории Карлесом Фернандесом Джуа.
В 2016 году Гулам основала Ponts per la pau («Мосты во имя мира»), неправительственную организацию, которая предоставляет языковые курсы для мигрантов, перебравшихся в Каталонию, а также помогает школьникам в Афганистане с материалами и заданиями для чтения.
В 2021 году работала над эвакуацией афганок в связи с новым приходом Талибана к власти.

## Образование
- 2009: Ассоциированная степень в области компьютерных наук, Институт Ла Пинеда, Бадалона (Испания)
- 2011: Ассоциированная степень в области социальной интеграции, Institut Eugeni d’Ors de Badalona (Испания)
- 2016: Степень бакалавра в области социального образования, URL Facultat Pere Tarrés, Барселона (Испания)
- 2019: Степень магистра в области международного развития, Institut Barcelona D’Estudis Internacionals (Испания)

## Награды
- 2010: Литературная премия Жироны: Премия Пруденси Бертрана за El secret del meu turbant
- 2016: Primis Trencant Invisibilitats 2016 за социальные преобразования и преодоление гендерных стереотипов, Муниципальный совет женщин, Бадалона (Испания)
- 2020: Premis Ones Mención especial Mare Terra de la XXVI edición de los Premis Ones Mediterrània, за активизм и миростроительство в Каталонии.
- 2020: Награда за социально-образовательные и электронно-инклюзивные действия, Esplai Foundation for Committed Citizenship[10]